# The House of the Rising Sun
The House of the Rising Sun, Roud 6393, är en amerikansk folksång.
Det är oklart vem som har skrivit låten. Leadbelly däremot spelade in det första exemplaret av låten. Folkloristen Alan Lomax, författare till Our Singing Country, skrev att melodin var en traditionell engelsk ballad och att texten var skriven av Georgia Turner och Bert Martin från Kentucky. Det finns andra som förordar diverse olika förklaringar som skiljer sig från denna, men Lomax beskrivning är generellt ansedd som den mest troliga. 
Alan Price från The Animals menar att sången ursprungligen är en engelsk folkvisa från 1500-talet om en bordell i Soho och att engelska utvandrare förde med sig sången till Amerika, där handlingen förlades till New Orleans.
Inspelningen som gjordes av The Animals 1964 med sångaren Eric Burdon hör till de mer kända. Till skillnad från andra versioner ökar The Animals version i tempo hela tiden. Den äldsta kända inspelningen är från 1934 och släpptes av Clarence "Tom" Ashley och Gwen Foster. Ashley sade att han lärt sig den av sin farfar, Enoch Ashley. Texas Alexanders "The Risin' Sun", som spelades in 1934, nämns ibland som den första inspelningen, men det är en helt annan sång. Woody Guthrie spelade in sin version 1941.
The Animals version finns med på Rolling Stones lista The 500 Greatest Songs of All Time på plats 121. Inspelningen är även invald i Grammy Hall of Fame sedan 1999.
Rockgruppen Frijid Pink har också gjort en version av The House of the Rising Sun, men där ökar inte tempot som i The Animals version. Bob Dylan hade med låten på sin första skiva Bob Dylan från 1961. Dolly Parton har också gjort en version, men kanske inte lika känd som de andra. Gruppen Geordie har gjort en version av låten som blev deras största hit. Gregory Isaacs från Jamaica har gjort en populär reggaeversion av låten. Även Rockgruppen Muse har spelat in en mer metalinfluerad version av låten. Rolf Wikströms Hjärtslag gjorde 1978 en svensk version; "Ett Hus Vid Sergels Torg".
I övrigt har den spelats in av Chas McDevitt Skiffle Group 1957, Odetta 1962, Nina Simone 1962, Brothers Four 1965, Miriam Makeba 1960, Glenn Yarbrough 1957, Hugh Masekela 1961, The Weavers, Bill Lovelady 1980, Bachman-Turner Overdrive 1996, A-kören, Toto 2002, Helmut Lotti 2003, Joan Baez, Five Finger Death Punch 2013, Face Vocal Band 2017 och Peter Hollens 2018.

## Listplaceringar, The Animals
| Lista (1964)   | Position              |
| -------------- | --------------------- |
| Finland        | 1                     |
| Frankrike      | 10                    |
| Irland         | 10                    |
| Kanada         | 1 (RPM)               |
| Nederländerna  | 5                     |
| Storbritannien | 1                     |
| Sverige        | 4 (Kvällstoppen)      |
| Sverige        | 8 (Tio i topp)        |
| USA            | 1 (Billboard Hot 100) |
| Vallonien      | 4                     |
| Västtyskland   | 9                     |

### Fotnoter
1. ↑  Speaking on the Paul Jones Show, BBC Radio 2, sändes 5 oktober 2009
2. ↑  https://www.rollingstone.com/music/music-lists/500-greatest-songs-of-all-time-151127/the-animals-the-house-of-the-rising-sun-169778/
3. ↑  https://www.grammy.com/grammys/news/making-animals-house-rising-sun
4. ↑  ”Listplacering”. http://suomenlistalevyt.blogspot.com/2015/08/anc-ark.html. Läst 5 mars 2021.
5. ↑  ”Listplacering”. http://www.infodisc.fr/Tubes_Artistes_A.php. Läst 5 mars 2021.
6. ↑  ”Listplacering”. http://irishcharts.ie/search/placement?page=1&search_type=title&placement=The+House+Of+The+Rising+Sun. Läst 5 mars 2021.
7. ↑  ”Listplacering”. https://www.bac-lac.gc.ca/eng/discover/films-videos-sound-recordings/rpm/Pages/image.aspx?Image=nlc008388.4715&URLjpg=http%3a%2f%2fwww.collectionscanada.gc.ca%2fobj%2f028020%2ff4%2fnlc008388.4715.gif&Ecopy=nlc008388.4715. Läst 5 mars 2021.
8. ↑  ”Listplacering”. https://dutchcharts.nl/showitem.asp?interpret=The+Animals&titel=The+House+Of+The+Rising+Sun&cat=s. Läst 5 mars 2021.
9. ↑  ”Listplacering”. https://www.officialcharts.com/artist/11089/animals/. Läst 28 februari 2021.
10. ↑  Hallberg, Eric (1993). Kvällstoppen i P3 (1:a uppl.). ISBN 91-630-2140-4
11. ↑  Hallberg, Eric (1998). Tio i topp - med de utslagna på försök 1961-74 (1:a uppl.). ISBN 91-972712-5-X
12. ↑  ”Listplacering”. https://www.billboard.com/charts/hot-100/1964-09-05. Läst 5 mars 2021.
13. ↑  ”Listplacering”. https://www.ultratop.be/fr/song/541f/The-Animals-The-House-Of-The-Rising-Sun. Läst 28 februari 2021.
14. ↑  ”Listplacering”. http://www.charts-surfer.de/. Läst 5 mars 2021.